# Летняя Золотица

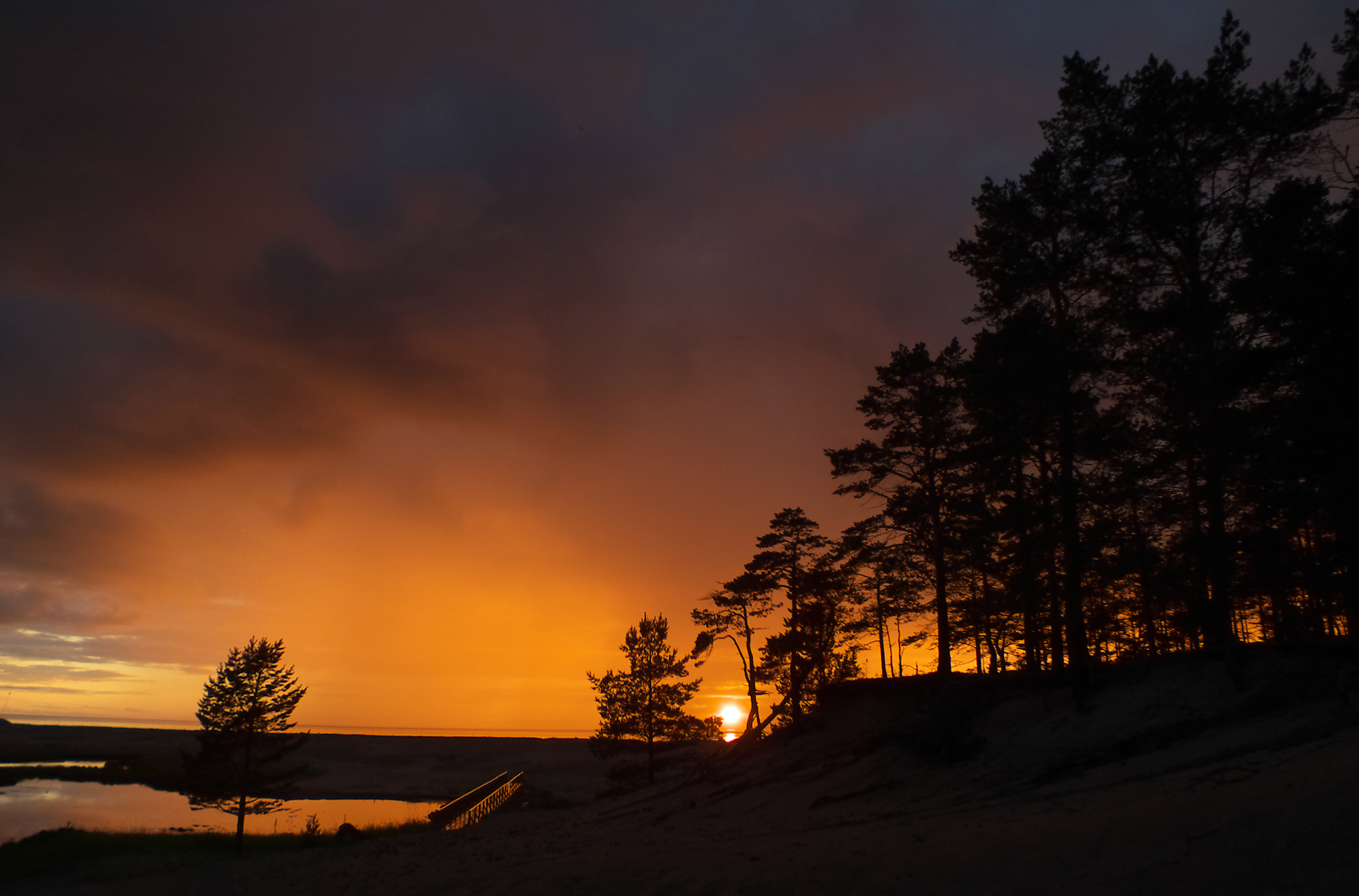
Солнечный мостик

Летняя Золотица — деревня в Приморском районе Архангельской области. Входит в состав Пертоминского сельского поселения.

## География
Деревня расположена на Летнем берегу Белого моря, в 186 км северо-западнее Архангельска. Рядом с деревней находится устье реки Золотица (Летняя Золотица), вдоль берега которой фактически расположена деревня.

## История
Поселения на месте деревни в виде неолитических стоянок образовывались во втором тысячелетии до нашей эры. В 1924 году Летнезолотицкая волость Онежского уезда была передана в состав Архангельского уезда.
С 1924 года Летнезолотицкая волость Онежского присоединяется к Архангельскому уезду и вливается в Сюземскую волость. В 1929 году территория бывшей Летнезолотицкой волости входит в состав Северного края.
С 2004 года по 2015 год деревня была административным центром МО «Летне-Золотицкое».

## Население
| 2002 | 2010 | 2012 |
| ---- | ---- | ---- |
| 186  | ↘158 | ↗182 |

Численность населения деревни, по данным Всероссийской переписи населения 2010 года, составляла 158 человек, в 2002 году — 187 человек (русские — 97 %).

## Экология
Недалеко от деревни находится лежбище гренландских тюленей, в защиту которых приезжали и выступали российские знаменитости: Лайма Вайкуле, Артемий Троицкий, Алёна Свиридова, Александр Ф. Скляр и Виктор Гусев.

### Карты
- Топографическая карта Q-37-25_26.
- Летняя Золотица. Публичная кадастровая карта